# Taubenturm (Carbonne)

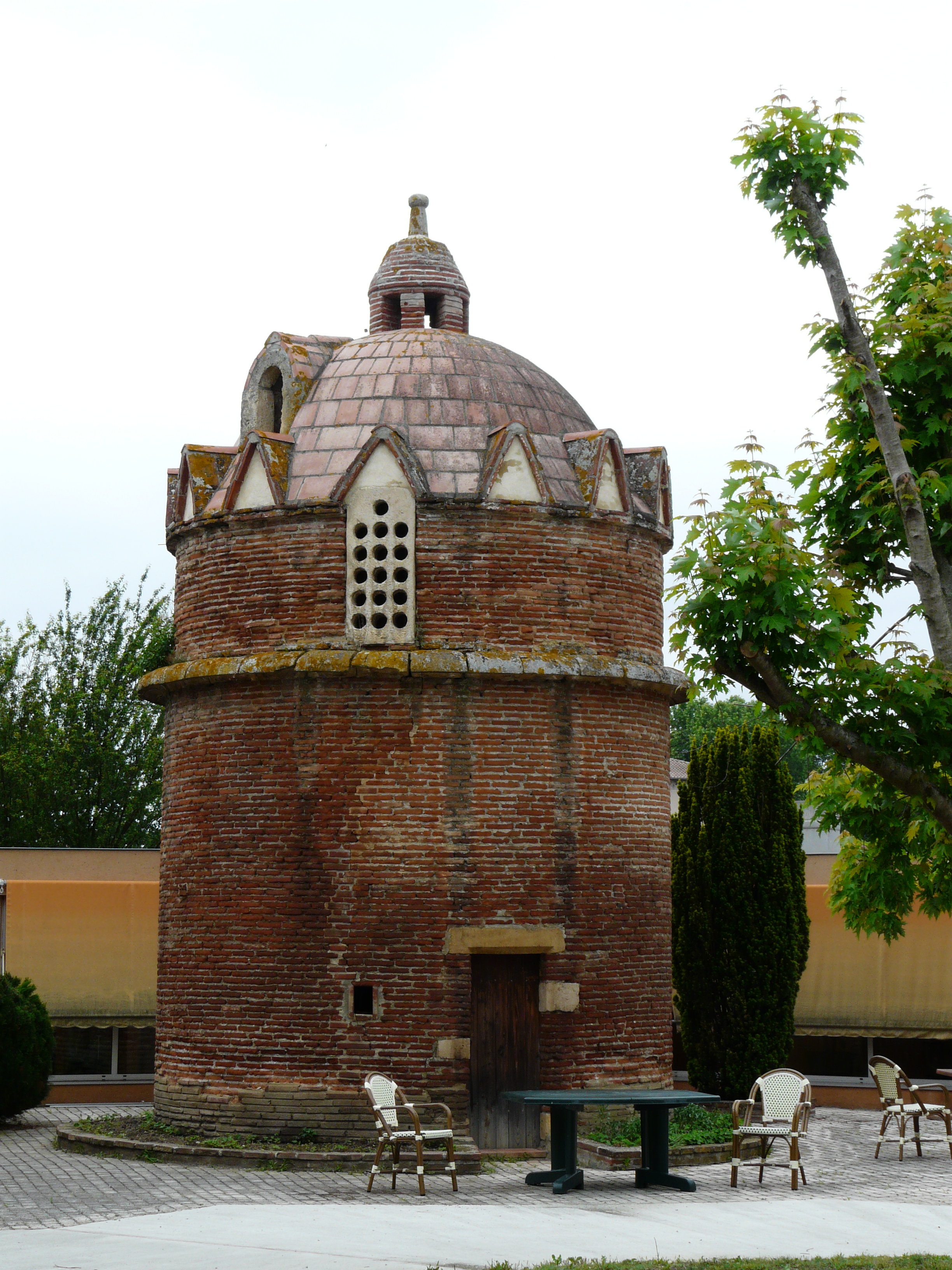
Taubenturm in Carbonne

Der Taubenturm (französisch colombier oder pigeonnier) in Carbonne, einer französischen Gemeinde im Département Haute-Garonne in der Region Okzitanien, wurde um 1600 errichtet. Der Taubenturm mit der Adresse Rue Étienne-Prosjean Nr. 31 steht seit 2009 als Monument historique auf der Liste der Baudenkmäler in Frankreich.
Der Grundherr Louis de Grilhon ließ den Taubenturm errichten, weshalb er auch als Pigeonnier de Grilhon bezeichnet wird.
Der runde Turm aus Ziegelmauerwerk wird von einer Kuppel bedeckt. Das Dach, das Anklänge an die maurische Architektur besitzt, wird von einer Laterne bekrönt.